# Anthemis hirtella
Anthemis hirtella là một loài thực vật có hoa trong họ Cúc. Loài này được C.Winkl. mô tả khoa học đầu tiên.